# Linguistica applicata
La linguistica applicata si occupa della teoria linguistica al fine di risolvere problemi del mondo reale. È stata dominata tradizionalmente dai campi dell'educazione linguistica e dell'apprendimento delle lingue straniere. C'è una tensione frequente tra quelli che considerano il campo della linguistica applicata limitato allo studio dell'apprendimento del linguaggio e chi invece lo considera un tema che riguarda l'intera teoria linguistica. Entrambe le definizioni sono di uso corrente.

## Descrizione
Il campo della linguistica applicata si occupa principalmente dell'apprendimento della seconda lingua straniera, in particolare degli errori e delle analisi contrastive degli anni cinquanta e sessanta come teorie per prevedere gli errori. Negli anni settanta, dopo il fallimento dell'analisi contrastiva come teoria di previsione degli errori, la linguistica applicata ha iniziato ad adoperare la teoria chomskiana della grammatica universale per spiegare i fenomeni di apprendimento della seconda lingua. Negli anni novanta, sempre più ricercatori hanno iniziato ad utilizzare metodi di ricerca dalla psicologia cognitiva.
L'Associazione Americana di Linguistica Applicata (American Association for Applied Linguistics) è stata fondata negli anni settanta quando si iniziava a tenere conferenze separate dalla società linguistica americana (Linguistic Society of America). Gran Bretagna e Canada hanno associazioni simili mentre l'Association Internationale de Linguistique Appliquée ha la funzione di forum internazionale.
Le più grandi riviste del settore sono: Studies in Second Language Acquisition, Modern Language Review, Language Learning, Applied Linguistics, AILA Journal e TESOL Quarterly.